# Домнич Анатолій Трохимович
Анато́лій Трохи́мович До́мнич (11 червня 1924, Красноград — 18 лютого 2007, Київ) — український художник; член Спілки радянських художників України з 1966 року. Заслужений працівник культури України з 1993 року.

## Біографія
Народився 11 червня 1924 року в місті Краснограді (нині місто Берестин Харківської області, Україна). Брав участь у німецько-радянській війні; нагороджений орденом Вітчизняної війни II ступеня (1985), медалями.
Протягом 1947—1951 років навчався в Львівському інституті прикладного та декоративного мистецтва у Стефанії Гебус-Баранецької, Романа Сельського; у 1951—1955 роках — у Київському художньому інституті у Василя Касіяна, Вітольда Манастирского, Іларіона Плещинського, Федора Самусєва, Леоніда Чичкана, Володимира Бондарєва. Дипломна робота — плакати «Спорт», «Праця», «Медицина» та інші (керівник Василь Касіян).
Співпрацював з київськими видавництвами. У 1960—1963 роках — головний художник Київського товариства художників; у 1965—1969 роках — Художнього фонду УРСР, у 1976—1977 роках — творчого об'єднання «Художник».
Мешкав у Києві в будинку на вулиці Ентузіастів, № 33, квартира № 122 та у будинку на вулиці Чигоріна № 59, квартира № 53. Помер у Києві 18 лютого 2007 року.

## Творчість
Працював у галузях станкового живопису, станкової та книжкової графіки (автор багатьох ілюстрацій до книг, плакатів, листівок, естампів, малюнків), монументально-декоративного (створював композиції із карбованого металу, мозаїки, автор вітражів) та ужиткового мистецтв. Серед робіт:
графічні серії
- «Машини всюди і всюди допомагають нам у праці» (ліногравюра, 1958, видана під тією ж назвою з віршами Андрія М'ястківського, 1959);
- «По Югославії» (1967);
- «За полярним колом» (1984—1988);
- «Північноморський флот» (1984—1988);
- «Узбекистан» (1984—1985);
- «Фортеці і замки України» (1985—1989);
- «Старовинні пам'ятки Кам'янця-Подільського» (1990);

графіка
- «Портрет Тараса Шевченка» (гуаш, 1960, кілька варіантів)
- «Скоро старт. Велосипедисти» (кольорова ліногравюра, 1962);

живопис
- серія «Кобзарі» (1981);
- «Києво-Печерська Лавра. Вид на дальні печери» (1980);
- «Березовий гай» (1985);
- «Село взимку» (1985);
- «Зимове сонце» (1992);
- «Перед грозою» (1995);
- «Вітрильники на річці» (1996);
- «Жінка пасе козу» (1998).

Ілюстрував та оформляв книжки для видавництва «Радянська школа» та Дитвидав:
- «Маленькі дикуни» Ернеста Сетон-Томпсона (1958);
- «Визвольна війна 1648—1654 рр. у народній творчості» Леся Гоміна (1960);
- «Шевченко Тарас Григорович» М. Ф. Вишневського (1961).

монументальні роботи
- вітражі (оргскло, силікат, кольорове скло, метал):
  - «Авіація» (1954, Київське агентство «Аерофлоту»);
  - диптих «Заповіт» (1963—1964, за мотивами вірша Тараса Шевченка; у співавторстві з Володимиром Головановим);
  - «Володимир Ленін» (1964—1965, Державний історичний музей Української РСР);
  - «Запорізька Січ» (1965—1966, Запорізький краєзнавчий музей);
  - для радянського павільйону на Міжнародній виставці птахівництва у Києві (1966)[2];
  - низка тематичних вітражів для павільйонів ВДНГ УРСР: «Наука», «Будівництво» і «Електростанції» (1965—1966), «Шахти» (1968);
  - «50 років Радянської влади» (1967, спільно з іншими, Шепетівський Палац культури);

- оформлення інтер'єру Міжреспубліканського залу «Ізотоп» (1952, Київ);
- оформлення виставки ЮНЕСКО «Народна освіта в Українській РСР» (1967, Женева; у співавторстві з Віктором Рижих)[2];
- комплексне оздоблення екстер'єрів та інтер'єрів будівель адміністративно-культурного центру у селі Зорі Рівненського району Рівненської області (1976–80)[4];
- карбовані панно: «Віночок», «Гопак» (обидва — 1972), «Збирання урожаю» (1976)[4], «Із варяг у греки» на фасаді Житнього ринку у Києві[5];
- оформлення станції метро «Героїв Дніпра» Київського метрополітену (1982, у співавторстві з В. Дашенькиним).

Брав участь у виконанні рельєфів (бетон) і мозаїк (смальта, керамічна плитка), 1968:
- «Водний спорт» (басейн Палацу спорту в місті Свердловську, Ворошиловградської області);
- «Народні танці» (Будинок культури колгоспу імені Андрія Жданова, Запорізької області)[3].

Займався художньою обробкою металу (мідь, карбування) — «Арсенальці» (1967) і «Софія Київська» (1968).
Працював головним художником-реставратором Державного історико-культурного заповідника «Качанівки».
Брав участь у республіканських виставках з 1960, року всесоюзних — з 1963 року, закордонних — з 1959 року (перша закордонна виставка відбулася у Бухаресті). Персональні виставки відбулися у Києві у 1987, 1989, 1994, 1998—1999 роках, Дніпропетровську у 1990 році, Варшаві у 1992 році, Миколаєві та Очакові у 1993 році, Житомирі у 1994 році, Краснограді у 1994, 1999 роках, Білій Церкві у 1995 році.
Твори художника представлені в 67 музеях та галереях України, зокрема Запорізькому краєзнавчому музеї, в Красноградському краєзнавчому музеї імені Порфирія Мартиновича, Кам'янець-Подільському державному історичному музеї-заповіднику, Національному музеї історії України, галерейних та приватних колекціях в Україні, Німеччині, Англії, Франції, Канаді, Фінляндії, Швеції.